# Paepalanthus manicatus
Paepalanthus manicatus là một loài thực vật có hoa trong họ Eriocaulaceae. Loài này được Poulsen ex Malme mô tả khoa học đầu tiên năm 1902.